# Front ouvrier
Le Front ouvrier (en espagnol : Frente Obrero) est une organisation politique espagnole, constituée en tant que parti politique, qui lutte pour l'établissement d'une  République fédérale,. Malgré le fait que divers médias les catégorisent comme communistes, ses membres rejettent cette dénomination, expliquant qu'ils ne sont qu'un front de masses, afin de «toucher les plus larges catégories de la population dans le cadre de leur lutte politique». Ils disent également rejeter les catégories gauches/droites puisqu'ils les conçoivent comme faisant partie d'un même système.
Le noyau dur de cette organisation politique de gauche est le Parti marxiste-léniniste (Reconstruction communiste), qui se revendique comme étant antirévisionniste, bien que dans le sens hoxhaïste du terme. Parmi les groupes qu'il intègre, on peut citer Jeunesse combative, le syndicat Front d'ouvriers en lutte et l'Espoir ouvrier.
L'organisation se caractérise par ses actions à l'encontre de divers partis politiques tels que Unidas Podemos, Més per Mallorca, le PSOE, Vox,, entre autres.

## Histoire

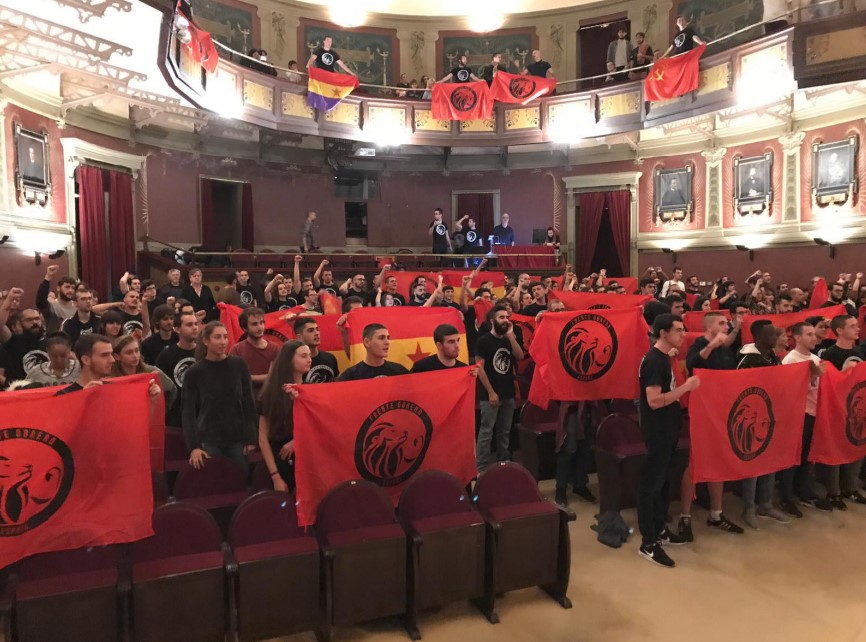
Le Front ouvrier dans l'acte réalisé à l'Ateneo de Madrid.

### Origines
Le Front ouvrier s'est constitué le 14 octobre du 2018 à l'Athénée de Madrid comme le « front de masses » du Parti marxiste-léniniste (RC). Durant l'acte, divers représentants des organisations que conforment le front sont intervenus, le secrétaire du PML (RC), Roberto Vaquero, clôturant ce dernier.
Postérieurement, le Front ouvrier s'est développé dans diverses villes d'Espagne telle que La Corogne, León, Ponferrada, Saragosse ou encore Cadix.

### Formation d'un parti
Le 12 juin 2022 s'est tenu son premier congrès au cours duquel fut votée à main levée la décision de se transformer légalement en un parti politique. Au cours du congrès, sont intervenu des représentants d'autres organisations, comme par exemple le Front Polisario.

## Idéologie
Bien qu'il soit fortement lié au PML(RC), le FO n'est pas explicitement communiste, ils revendiquent le "patriotisme révolutionnaire", bien que certains secteurs de la gauche les comparent à l'extrême droite.
Dans leur programme Une Espagne pour les travailleurs, ils défendent la souveraineté nationale, le droit à l'autodétermination des peuples,, l'Hispanité, gratuité de l'enseignement universitaire, la nationalisation des secteurs économiques stratégiques, la souveraineté énergétique, l'énergie nucléaire, l'augmentation du salaire minimum, le secteur rural, la promotion de la natalité, la création de plus le logement public, l'introduction du contrôle des prix et des loyers et la limitation de l'immigration.
De plus, ils s'opposent au capitalisme, aux "fonds vautour", à l'Union européenne, à l'OTAN, à la désindustrialisation, à ce qu'il appelle le postmodernisme, aux discriminations positives, au féminisme, à la GPA, à ce qu'il appelle la Théorie Queer, à la loi Trans (es), au cosmopolitisme, à l'islamisme et au politiquement correct. Ils sont pour l'autodétermination du Sahara occidental.

## Élections

### Élections municipales du 28 mai 2023
Aux élections municipales espagnoles de 2023, ils ont présenté des candidats à Villalba de los Arcos, Santa Margarita, Mislata et Mandayona, obtenant un conseiller municipal à cette commune.

### Élections générales du 23 juillet 2023
Aux élections générales de juillet 2023, ils ont obtenu 46 530 voix dans toute l’Espagne.
Au cours de la campagne, une de leurs affiches est devenue célèbre. On y voyait, sous le slogan "Que Mohamed VI vote pour toi", le roi Mohamed VI du Maroc et Pedro Sánchez, président du gouvernement espagnol, en train de s'embrasser,. Ils reçurent plusieurs menaces de mort à cause de cela.

## Escraches
Le 19 février 2019 plusieurs membres du Front Ouvrier ont réalisé une action contre le chef politique de Mas Madrid, Íñigo Errejón, pendant qu'il faisait campagne dans le quartier de la Hortaleza lors des élections régionales de la Communauté de Madrid,.
Un an plus tard, en mars de 2020, des militants du front se sont rassemblés devant l'Université complutense de Madrid où allait intervenir celui qui était alors le vice-président du gouvernement, Pablo Iglesias.

## Critiques
L'anti-postmodernisme revendiqué a été un moyen pour le front de se différencier des autres forces communistes et de la gauche espagnole. Ceci a motivé des critiques de la part des secteurs progressistes et de gauches qui y ont vu de la transphobie, étant par ailleurs récurrente l'appellatif de rouge-bruns afin de dénoncer les membres de l'organisation,,.
Outre cela, le parti "moteur" du Front Ouvrier, le PML (RC), a été critiqué pour le comportement de plusieurs de ses militants, allant même jusqu'à la condamnation pénale pour une d'entre elles.